# Viktoria (album Marduka)
Viktoria – czternasty album studyjny szwedzkiego zespołu black metalowego Marduk, wydany 22 czerwca 2018 roku przez Century Media Records.

## Lista utworów
1. "Werwolf" – 2:02
2. "June 44" – 3:49
3. "Equestrian Bloodlust" – 2:51
4. "Tiger I" – 4:12
5. "Narva" – 4:31
6. "The Last Fallen" – 4:25
7. "Viktoria" – 3:26
8. "The Devil’s Ground" – 3:46
9. "Silent Night" – 4:12

## Twórcy
- Daniel Rostén – wokal
- Morgan Håkansson – gitary
- Magnus Andersson – gitara basowa
- Fredrik Widigs – perkusja